# 好間軌道
好間軌道（よしまきどう）は、かつて福島県石城郡平町・好間村（共に現・いわき市）にあった狭軌鉄道である。
開業当初より自動客車と呼ばれる日本鉄道事業製の単端式気動車を使用した。日本でガソリンカーを旅客営業に用いた最初の鉄道とされる。

## 路線データ
- 起点：平町古鍛冶町（北緯37度03分24秒 東経140度53分01秒 / 北緯37.056795度 東経140.883506度）
- 終点：好間村北好間向町田（北緯37度04分11秒 東経140度50分38秒 / 北緯37.069800度 東経140.843997度）
- 延長：5.47km[2]
- 軌間：762mm[2]
- 動力：内燃機関[2]

## 歴史
- 1918年（大正7年）
  - 7月20日 - 好間軌道発起人に対し、福島県石城郡好間村、同郡平町間の馬車軌道敷設特許状を下付[3]。
  - 10月13日 - 好間軌道株式会社設立[4][5]。
- 1921年（大正10年）4月4日 - 平 - 竪坑前[1]間 (3.46km) が開業[6][7]。
- 1923年（大正12年） - 竪坑前[1] - 北好間間が延伸開業[2][6]。
- 1927年（昭和2年） - 自動車部開設。
- 1930年（昭和5年） - 軌道運輸営業休止。
- 1936年（昭和11年）
  - 7月30日 - 軌道運輸営業廃止を許可[8]。
  - 8月5日 - 廃止実施[2][6]
- 1943年（昭和18年）5月 - 野崎交通自動車[9]を核に好間軌道含む14社が統合し常磐交通自動車を設立。会社解散[10]。

## 輸送・収支実績
| 年度 | 乗客（人） | 営業収入（円） | 営業費（円） | 営業益金（円） | その他益金（円 | その他損金（円） | 支払利子（円） |
| ---- | ---------- | -------------- | ------------ | -------------- | -------------- | ---------------- | -------------- |
| 1921 | 106,499    | 22,845         | 19,552       | 3,293          |                |                  |                |
| 1922 | 126,744    | 31,823         | 18,761       | 13,062         |                |                  |                |
| 1923 | 130,497    | 32,532         | 18,039       | 14,493         |                | 償却金4,000      |                |
| 1924 | 110,779    | 25,278         | 15,889       | 9,389          |                |                  | 2,000          |
| 1925 | 102,850    | 18,416         | 12,937       | 5,479          |                | 償却金500        | 312            |
| 1926 | 102,779    | 18,010         | 12,520       | 5,490          |                | 雑損464          | 273            |
| 1927 | 92,190     | 16,241         | 15,209       | 1,032          | 1,394          | 焼却金500        | 267            |
| 1928 | 46,276     | 6,608          | 8,039        | ▲ 1,431        | 自動車2,778    | 償却金2,500      | 192            |
| 1929 | 32,273     | 4,115          | 6,159        | ▲ 2,044        | 自動車2,124    | 償却金83,019     | 88             |
| 1930 | 休止       |                | 894          | ▲ 894          | 自動車1,563    | 償却金379        |                |

- 鉄道省鉄道統計資料、鉄道統計資料各年度版

## 廃止後の状況
一部区間の築堤や東日本旅客鉄道（JR東日本）磐越東線を越える跨線橋（北緯37度03分24秒 東経140度52分26秒 / 北緯37.056678度 東経140.87381度）の基礎が残る。